# Campeonato Mundial de Futebol de Salão de 2003
O Campeonato Mundial de Futebol de Salão de 2003, foi a oitava edição do Campeonato Mundial de Futebol de Salão - FIFUSA. Tendo como cidades sedes Assunção, Pedro Juan Caballero, Concepción, Minga Guazú e Encarnación, no Paraguai. Contou com a presença de 20 países, divididos em cinco grupos na primeira fase. 
O Paraguai sagrou-se campeão ao derrotar a Colômbia por 5 - 4.

## Sistema de disputa
Na primeira fase, os 20 países foram divididos em cinco grupos de quatro. Os países jogaram entre si nos grupos. Classificaram-se para a a segunda fase os primeiros colocados de cada grupo, mais os três melhores segundos colocados. Os oito países classificados para a segunda fase disputaram em sistema de eliminatória simples, restando quatro países que fizeram o quadrangular final para decidir o campeão.

## Primeira fase

### Grupo A
| País      | P | J | V | E | D | GP | GC | SG  |
| --------- | - | - | - | - | - | -- | -- | --- |
| Paraguai  | 6 | 3 | 3 | 0 | 0 | 27 | 3  | 24  |
| Peru      | 4 | 3 | 2 | 0 | 1 | 17 | 10 | 7   |
| Bélgica   | 2 | 3 | 1 | 0 | 2 | 10 | 17 | -7  |
| Austrália | 0 | 3 | 0 | 0 | 3 | 5  | 29 | -24 |

| 22 de novembro | Paraguai | 8 - 2 | Peru |  |
|                |          |       |      |  |

| 23 de novembro | Bélgica | 7 - 5 | Austrália |  |
|                |         |       |           |  |

| 24 de novembro | Peru | 7 - 0 | Austrália |  |
|                |      |       |           |  |

| 24 de novembro | Paraguai | 4 - 1 | Bélgica |  |
|                |          |       |         |  |

| 25 de novembro | Peru | 8 - 2 | Bélgica |  |
|                |      |       |         |  |

| 25 de novembro | Paraguai | 15 - 0 | Austrália |  |
|                |          |        |           |  |

### Grupo B
| País                           | P | J | V | E | D | GP | GC | SG  |
| ------------------------------ | - | - | - | - | - | -- | -- | --- |
| Bolívia                        | 5 | 3 | 2 | 1 | 0 | 23 | 5  | 18  |
| Brasil                         | 5 | 3 | 2 | 1 | 0 | 13 | 2  | 11  |
| Costa Rica                     | 2 | 3 | 1 | 0 | 2 | 15 | 5  | -10 |
| República Democrática do Congo | 0 | 3 | 0 | 0 | 3 | 2  | 41 | -39 |

| 23 de novembro | Brasil | 8 - 0 | República Democrática do Congo |  |
|                |        |       |                                |  |

| 23 de novembro | Bolívia | 2 - 1 | Costa Rica |  |
|                |         |       |            |  |

| 24 de novembro | Brasil | 3 - 0 | Costa Rica |  |
|                |        |       |            |  |

| 24 de novembro | Bolívia | 19 - 2 | República Democrática do Congo |  |
|                |         |        |                                |  |

| 25 de novembro | Costa Rica | 14 - 0 | República Democrática do Congo |  |
|                |            |        |                                |  |

| 25 de novembro | Bolívia | 2 - 2 | Brasil |  |
|                |         |       |        |  |

### Grupo C
| País                | P | J | V | E | D | GP | GC | SG  |
| ------------------- | - | - | - | - | - | -- | -- | --- |
| Rússia              | 6 | 3 | 3 | 0 | 0 | 30 | 9  | 21  |
| Espanha             | 4 | 3 | 2 | 0 | 1 | 16 | 10 | 6   |
| Antilhas Holandesas | 2 | 3 | 1 | 0 | 2 | 12 | 21 | -9  |
| Itália              | 0 | 3 | 0 | 0 | 3 | 12 | 30 | -18 |

| 23 de novembro | Espanha | 8 - 2 | Itália |  |
|                |         |       |        |  |

| 23 de novembro | Rússia | 12 - 0 | Antilhas Holandesas |  |
|                |        |        |                     |  |

| 24 de novembro | Espanha | 5 - 2 | Antilhas Holandesas |  |
|                |         |       |                     |  |

| 24 de novembro | Rússia | 12 - 6 | Itália |  |
|                |        |        |        |  |

| 25 de novembro | Antilhas Holandesas | 10 - 4 | Itália |  |
|                |                     |        |        |  |

| 25 de novembro | Rússia | 6 - 3 | Espanha |  |
|                |        |       |         |  |

### Grupo D
| País         | P | J | V | E | D | GP | GC | SG  |
| ------------ | - | - | - | - | - | -- | -- | --- |
| Colômbia     | 6 | 3 | 3 | 0 | 0 | 23 | 5  | 18  |
| Chéquia      | 4 | 3 | 2 | 0 | 1 | 13 | 10 | 3   |
| Equador      | 2 | 3 | 1 | 0 | 2 | 12 | 15 | -3  |
| Bielorrússia | 0 | 3 | 0 | 0 | 3 | 8  | 26 | -18 |

| 23 de novembro | Chéquia | 6 - 2 | Bielorrússia |  |
|                |         |       |              |  |

| 23 de novembro | Colômbia | 5 - 2 | Equador |  |
|                |          |       |         |  |

| 24 de novembro | Chéquia | 7 - 2 | Equador |  |
|                |         |       |         |  |

| 24 de novembro | Colômbia | 12 - 3 | Bielorrússia |  |
|                |          |        |              |  |

| 25 de novembro | Equador | 8 - 3 | Bielorrússia |  |
|                |         |       |              |  |

| 25 de novembro | Colômbia | 6 - 0 | Chéquia |  |
|                |          |       |         |  |

### Grupo E
| País      | P | J | V | E | D | GP | GC | SG  |
| --------- | - | - | - | - | - | -- | -- | --- |
| Argentina | 6 | 3 | 3 | 0 | 0 | 24 | 4  | 20  |
| Ucrânia   | 4 | 3 | 2 | 0 | 1 | 10 | 9  | 1   |
| Noruega   | 2 | 3 | 1 | 0 | 2 | 9  | 18 | -9  |
| Canadá    | 0 | 3 | 0 | 0 | 3 | 8  | 20 | -12 |

| 23 de novembro | Ucrânia | 6 - 2 | Canadá |  |
|                |         |       |        |  |

| 23 de novembro | Argentina | 10 - 2 | Noruega |  |
|                |           |        |         |  |

| 24 de novembro | Ucrânia | 3 - 0 | Noruega |  |
|                |         |       |         |  |

| 24 de novembro | Argentina | 7 - 1 | Canadá |  |
|                |           |       |        |  |

| 25 de novembro | Noruega | 7 - 5 | Canadá |  |
|                |         |       |        |  |

| 25 de novembro | Argentina | 7 - 1 | Ucrânia |  |
|                |           |       |         |  |

|  |                              |
|  | Classificação à segunda fase |
|  | Eliminados na primeira fase  |

## Segunda fase
| 26 de novembro | Paraguai | 5 - 3 | Espanha |  |
|                |          |       |         |  |

| 26 de novembro | Rússia | 3 - 4 | Colômbia |  |
|                |        |       |          |  |

| 26 de novembro | Bolívia | 4 - 3 | Brasil |  |
|                |         |       |        |  |

| 26 de novembro | Argentina | 2 - 8 | Peru |  |
|                |           |       |      |  |

## Quadrangular final
| País     | P | J | V | E | D |
| -------- | - | - | - | - | - |
| Paraguai | 6 | 3 | 3 | 0 | 0 |
| Colômbia | 3 | 3 | 1 | 1 | 0 |
| Bolívia  | 2 | 3 | 1 | 0 | 2 |
| Peru     | 1 | 3 | 0 | 1 | 2 |

|  |                |
|  | Campeão        |
|  | Vice-campeão   |
|  | Terceiro lugar |
|  | Quarto lugar   |

### Campanha do Paraguai
| 27 de novembro | Paraguai | 4 - 3 | Peru |  |
|                |          |       |      |  |

| 28 de novembro | Paraguai | 5 - 1 | Bolívia |  |
|                |          |       |         |  |

| 29 de novembro | Paraguai | 5 - 4 | Colômbia | Poliesportivo Sol da América (Assunção) |
|                |          |       |          |                                         |

| Campeonato Mundial de Futebol de Salão de 2003 |
| ---------------------------------------------- |
| Paraguai 2º título                             |